# 福岩洞
福岩洞，村民又称为后背山洞，位于中国湖南省道县乐福堂乡塘碑村，现为福岩洞古人类遗址所在地，在2010年代发掘出多颗人类牙齿化石。

## 历史
1984年，中国科学院古脊椎动物与古人类研究所（简称“古脊椎所”）、湖南省文物考古研究所、道县文化局组成工作组，对福岩洞考古试掘，但未发现人类遗存。2010年，古脊椎所的刘武、吴秀杰等研究员在福岩洞发现哺乳动物化石。2011年开始，古脊椎所、湖南省文物考古研究所和道县文物局组成的联合工作组，对福岩洞先后三轮发掘，发现47颗人类牙齿化石和大量哺乳动物化石。2015年10月15日，福岩洞研究团队在《自然》杂志发表论文，认为这些人牙化石具有完全现代人特征，现代人8到12万年前已在东亚大陆出现。
2021年2月9日，南京大学孙雪峰、复旦大学李辉等在《美国科学院院报》（PNAS）发表论文《古DNA和多重测年方法确定解剖学现代人到达华南较晚》，论文认为福岩洞人距今仅有9000多年，现代人抵达中国南方的时间不早于5万年前。李辉表示，“阻碍非洲起源说的‘最后一颗钉子’被拔掉了”。5月25日，PNAS发表了古脊椎所、牛津大学、德国马克斯·普朗克学会的多位学者质疑该论文结论的评论信，同时刊登了孙雪峰等学者的回复。